# Kartuzija Notre-Dame de Corée
Kartuzija Notre-Dame de Corée (korejsko: 한국 카르투시오 남자 수도원 Hanguk Kartusio Namja Sudowon) je kartuzijanski samostan (kartuzija) blizu mesta Sangju na zahodu province Gyeongsangbuk-do v Južni Koreji. 

## Zgodovina
Generalni kapitel reda je leta 1999 v Seul poslal dva kartuzijana, ki sta tam živela s kapucini. Leta 2002 so pridobili 120 hektarjev veliko zemljišče, na katerem so v dveh letih zgradili samostan z osmimi meniškimi celicami, leta 2006 pa sta bili dodani še dve. Uveden je bil tudi noviciat, tj. sprejemni čas za nove člane reda.